# Boulevard Haussmann
Boulevard Haussmann är en boulevard i Paris åttonde och nionde arrondissement. Gatan är uppkallad efter den franske stadsplaneraren och prefekten Georges-Eugène Haussmann (1809–1891). Boulevard Haussmann börjar vid Rue Drouot 1 och Boulevard des Italiens 2 och slutar vid Rue du Faubourg-Saint-Honoré 202.
Vid Boulevard Haussmann är varuhuskedjorna Galeries Lafayette och Printemps belägna.

## Omgivningar
- Saint-Philippe-du-Roule
- Saint-Augustin
- Place Saint-Augustin

## Bilder
| - Gatuskylt. - Georges-Eugène Haussmann. - Boulevard Haussmann i snön, målning av Gustave Caillebotte. - Place Saint-Augustin med kyrkan Saint-Augustin. |

## Kommunikationer
- Tunnelbana – linje  – Saint-Augustin
- Busshållplats Saint-Augustin – Paris bussnät

### Webbkällor
- ”Boulevard Haussmann”. Mairie de Paris. https://web.archive.org/web/20160303185651/http://www.v2asp.paris.fr/commun/v2asp/v2/nomenclature_voies/Voieactu/4437.nom.htm. Läst 6 september 2022.
- ”Boulevard Haussmann (8ème et 9ème arrondissement)”. Les rues de Paris. https://web.archive.org/web/20160808121409/http://www.parisrues.com/rues08/paris-08-boulevard-haussmann.html. Läst 6 september 2022.